# David Collet
Theodore David Anthony Collet (* 19. Oktober 1901 in Lambeth, Greater London; † 26. April 1984 in Scottsdale, Arizona) war ein britischer Ruderer. Er gewann 1928 die olympische Bronzemedaille im Einer.
Bei den Olympischen Spielen 1928 in Amsterdam besiegte Collet in seinem Vorlauf der Einer-Regatta den Schweizer Édouard Candeveau. Im Zwischenlauf unterlag er Kenneth Myers aus den Vereinigten Staaten. Mit einem Sieg im Hoffnungslauf über den Ungarn Béla Szendey erreichte Collet das Viertelfinale, in dem er den Kanadier Joseph Wright jr. bezwang. Nach seiner Halbfinalniederlage gegen den Australier Henry Pearce sicherte sich Collet die Bronzemedaille mit einem Sieg über Bert Gunther aus den Niederlanden.
Collet nahm für die University of Cambridge von 1922 bis 1924 am Boat Race gegen Oxford teil, 1922 und 1924 gewann Cambridge. Von 1927 bis 1929 gewann er dreimal in Folge die Wingfield Sculls.